# Municipio de Monroe (Dakota del Sur)
El municipio de Monroe (en inglés: Monroe Township) es un municipio ubicado en el condado de Turner en el estado estadounidense de Dakota del Sur. En el año 2010 tenía una población de 181 habitantes y una densidad poblacional de 2,48 personas por km².

## Geografía
El municipio de Monroe se encuentra ubicado en las coordenadas 43°27′53″N 97°13′16″O / 43.46472, -97.22111. Según la Oficina del Censo de los Estados Unidos, el municipio tiene una superficie total de 73.09 km², de la cual 73,09 km² corresponden a tierra firme y (0 %) 0 km² es agua.

## Demografía
Según el censo de 2010, había 181 personas residiendo en el municipio de Monroe. La densidad de población era de 2,48 hab./km². De los 181 habitantes, el municipio de Monroe estaba compuesto por el 93,92 % blancos, el 2,76 % eran amerindios, el 2,76 % eran de otras razas y el 0,55 % eran de una mezcla de razas. Del total de la población el 4,42 % eran hispanos o latinos de cualquier raza.